# Tianbao (socken i Kina, Sichuan)
Tianbao (kinesiska: 天宝乡, 天宝) är en socken i Kina. Den ligger i provinsen Sichuan, i den sydvästra delen av landet, omkring 350 kilometer öster om provinshuvudstaden Chengdu.
Genomsnittlig årsnederbörd är 1 751 millimeter. Den regnigaste månaden är september, med i genomsnitt 350 mm nederbörd, och den torraste är december, med 13 mm nederbörd.